# Miren Matanzas
Miren Matanzas Gorostizaga (Santurce, Vizcaya, 18 de septiembre de 1962) es una filóloga, profesora y política española.
Desde 2019 es concejala del Ayuntamiento de Santurce por EH Bildu y portavoz del Grupo Municipal EH Bildu.
Desde el año 2020 también es la jefa de la oposición del Ayuntamiento de Santurce.

## Biografía
Miren Matanzas nació en Santurce en 1962. Se licenció en Filología Vasca. Fue profesora de euskera en distintos colegios de la Margen Izquierda y actualmente y desde hace más de 30 años es profesora de euskera en la ikastola Asti-Leku de Portugalete y directora del Departamento de Euskera del centro.

## Trayectoria política
Matanzas fue la candidata a la alcaldía de Santurce en las elecciones municipales de España de 2019 por la coalición Euskal Herria Bildu, mejorando los resultados y quedando en la oposición. Actualmente es concejala del Ayuntamiento de Santurce por EH Bildu y portavoz del Grupo EH Bildu.
En el año 2020 PNV y PSE cerraron un acuerdo de gobierno de coalición para la Junta de Gobierno local de Santurce. Por lo que desde 2020 Matanzas pasó a ser la jefa de la oposición del Ayuntamiento de Santurce. Del mismo modo, en la legislatura 2023-2027 mantuvo su papel de jefa de la oposición al conseguir el segundo puesto en las elecciones municipales por primera vez y ser la portavoz del primer grupo de la oposición.

## Vida personal
Reside en Santurce. Está casada y tiene tres hijos. Es hermana del abogado Txema Matanzas.